# Georgios Averoff
Georgios Averoff är en grekisk pansarkryssare som fungerade som flaggskepp för den grekiska flottan under första hälften av 1900-talet. Fartygets storlek, bestyckning, pansarskydd och fart överensstämmer med de fartyg som i de nordiska länderna benämnes pansarskepp, även om man i andra länder givit fartyget skiftande klassificering.
Georgios Averoff byggdes i Italien och deltog i Balkankriget 1912-1913. Under andra världskriget deltog hon efter den tyska ockupationen tillsammans med Storbritannien. Efter kriget återförde hon den grekiska exilregeringen till Grekland. Fartyget finns nu som museifartyg i Aten.